# 明星★学園
明星★学園（みょうじょうがくえん）とは、2000年7月から2004年2月に台湾・中華電視公司にて『麻辣鮮師』の題名で放送されたテレビドラマである。全第5シリーズ。日本では2006年に第1シリーズ（F4言承旭、朱孝天出演分）のみホームドラマチャンネルで放送された。製作は同徳伝播有限公司、和展広告有限公司。
なお、原題の「麻辣鮮師」は、日本の漫画でありテレビドラマにもなった『GTO（麻辣教師GTO）』にちなんで名づけられている。

## 題名の変更
- 2000年7月1日、「麻辣鮮師」として第1シリーズ開始。
- 2003年6月、第4シリーズより「新麻辣鮮師」に改名。
- 2003年10月、第5シリーズより「麻辣學園妙鮮師」に改名。
- 2004年2月、全シリーズの題名を「麻辣鮮師」に統一。

## 出演

### 教職員
- 徐磊：謝祖武（シェ・ヅーウー）
- 黄中興：葉民志（イェ・ミンチー）
- 童雅容：賈欣惠（チァ・シンフェイ）
- 萬人美：郭昱晴（クォ・ユゥチン）
- 老趙：乾徳門（チェン・ダーメン）
- 戴義周：明金成（ミン・ジンチョン）
- 米馨亞（Miss.米）：陳若芝（チェン・ルオチー）
- 胡亜雯：胡晴雯（フー・シンウェン）
- 黄蓉：徐敏（シュー・ミン）
- 祁玲：後藤希美子（ごとうきみこ）
- 何芬芳：和家馨（へ・ジアシン）
- 周寧寧：周幼婷（ジョウ・ヨウティン）
- 方可人：蔡淑臻 （ジャネル・ツァイ）

### 生徒

#### 第1シリーズ（2000年7月〜2001年9月）
- 陸小曼：杜詩梅（トー・シーメイ）
- 洪明龍（暴龍）、石安：言承旭（ジェリー・イェン、F4） ※登場からしばらくは本名の廖洋震で出演。
- 周定遙（龐德）：林祖恩（リン・ツーエン）
- 朱建橋（賭俠）：王健（ワン・ジェン）
- 林宗翰（YAHOO）：張青智（チャン・シンチー）
- 馮筱媛（月光仙子）：文汶（ウェン・ウェン）
- 莊薇馨（小丸子）：葉修汶（イェ・シュウウェン）
- 鍾佳梅（布丁妹）：陳立芹（チェン・リーチン）
- 于盼盼：林韋君（ペニー・リン）
- 林宜靜：潘慧如（エイダ・パン）
- 胡凱欣：胡凱欣（ウー・ホイヤン）
- 陳家寶：朱孝天（ケン・チュウ、F4）
- 藍星龍（BLUE）：藍正龍（ラン・ジェンロン）
- 孫佑威：林佑威（リン・ヨウウェイ）
- 林龍：李威（リー・ウェイ）

#### 第2シリーズ（2001年9月〜2002年9月）
- 陸小曼：杜詩梅（トー・シーメイ）
- 雷湘南（鐵人）：郭定文（グォ・ディンウェン）
- 姜宇倫（駭客）：林佑威（リン・ヨウウェイ）
- 韓兆傑（MONEY）：潘瑋柏（ウィルバー・パン）
- 柯志明（蝌蚪）：張善為（チャン・シャンウェイ）
- 趙旻萱（格格）：後藤希美子（ごとうきみこ）
- 楚孟倩（小孟）：范筱梵（ファン・シャオファン）
- 余志祥：羅志祥（ショウ・ルオ）
- 吉娜：林利霏（ジンナ・リン）
- 唐可伶：安以軒（アン・アン）
- 辛蒂：柏妍安（ケリー）
- 藍藍：陳禹希（チェン・ユーシー）
- 黄力特：呉承鴻（ウー・チェンホン）

#### 第3シリーズ（2002年9月〜2003年6月）
- 陸小曼：杜詩梅（トー・シーメイ）
- 雷湘南（鐵人）：郭定文（グォ・ディンウェン）
- 錢信樵（金剛）：金剛（ジン・ガン）
- 郝德烈（Funky）：陳徳烈（チェン・ダーリェ）
- 楊展（Jungle）：楊家丞（現、楊一展（ヤン・イーチャン））
- 葉小彤：彭曉彤（パン・シャオトン）
- 閻心怡（小柔）：鍾欣怡（ウイニー・チュン）
- 張賢標（阿標）：YUKI（ゆき）
- 許瑋瑋：許瑋倫（ベアトリーチェ・シュウ）
- 霍建齊：霍建華（ウォレス・フォ）
- 李孟哲：許孟哲（ジェイソン・シュー、5566）
- 許安倫：鄭安倫（チャン・アンロン）
- 安薇薇：邱薰淇（チウ・シュンチー）
- 高浩鈞（阿酷）：高義翔（ガオ・イーシャン）

#### 第4シリーズ（2003年6月〜2003年9月）
- 明日香：許安安（シュー・アンアン）
- 夏天：呉美盈（ウー・メイイン）
- 富貴（油條）：呉懐中（ウー・ファイチュン）
- 孝祖：楊季霖（アレン・ヤン）
- 南國：戴恩杰（ダイ・エンジエ）
- 家寶：林峻永（リン・ジュンヨン）
- 胡敏兒：柯雅馨（ジュディ・コー）

#### 第5シリーズ（2003年9月〜2004年2月）
- 孔家飛：孔令奇（ジェフリー・コン）
- 鍾乃菁：鍾欣愉（現、莎莎（シャーシャー））
- 胡敏兒：柯雅馨（ジュディ・コー）
- 費翔：李喆翔（リー・ジャーシャン）
- 趙美美：趙宇綺（チャオ・ユーチー）
- 張大器：顧瀚畇（クゥ・ハァンユン）
- 喬真寶：王立昌（ワン・リーチャン）

## スタッフ
- プロデューサー：徐嘉森、柯宜勤

## 主題歌
オープニングテーマ
- 『養我一輩子』

歌 - 川島茉樹代

## ロケ地
- 第1 - 3シリーズ:：台灣桃園県亀山郷、光啓高中
- 第4 - 5シリーズ:：台灣台北市北投区、惇叙工商

## ソフトウェア

### DVD
販売元はバンド株式会社
- 「『明星★学園 麻辣鮮師』DVD BOX」（2005年7月2日）
- 「『明星★学園』DVD BOX-II」（2005年10月7日）
- 「『明星★学園』DVD BOX-III」（2005年12月2日）